# Penstemon kralii
Penstemon kralii är en grobladsväxtart som beskrevs av D.Estes. Penstemon kralii ingår i släktet penstemoner, och familjen grobladsväxter. Inga underarter finns listade i Catalogue of Life.